# Dolichopeza neoballator
Dolichopeza neoballator är en tvåvingeart som beskrevs av Alexander 1967. Dolichopeza neoballator ingår i släktet Dolichopeza och familjen storharkrankar. Inga underarter finns listade i Catalogue of Life.